# 홍남표 (법조인)
홍남표(洪南杓, 1916년 ~ 1975년 2월 10일)는 대법원 판사를 역임한 대한민국의 법조인이다.

## 생애
전북특별자치도 진안군 에서 태어나 1938년 3월 14일 경성법학전문학교를 졸업하고 1943년 일본 고등문관시험 사법과에 합격해 1946년 1월 25일 전주지방법원 판사에 임용되어 1949년 전주지방법원 부장판사를 거쳐 서울고등법원 부장판사, 1959년 청주지방법원장 1960년 1월 대법원 판사, 1960년 9월 대법관 직무대리를 역임하였다. 1963년 7월 1일부터 서울지방법원이 형사법원과 민사법원으로 분리하게 되어 새롭게 만들어진 서울민사지방법원장을 맡았다. 
1965년 임명된 서울고등법원장에 재직 중이던 1967년 3월 4일 서울고등법원 소속 판사 전원(37명)이 "소송 기술이 없는 교수에게 변호사 자격을 주면 오히려 국민에게 피해를 줄 염려가 있다"라며 변호사법 개정에 반대하는 청원서를 국회에 제출했다. 1968년 11월 28일에 박정희 대통령에 의해 대법원 판사에 임명되었다. 그후 서울고등법원에서 패소한 국가에 의한 상고를 "군인 또는 군속이 공무원의 직무상 불법행위로 인해 피해를 입었을 경우에 국가의 손해배상청구권을 제한하는 국가배상법 제2조 1항단서는 헌법에 위반한다"라며 기각하여 다른 대법원판사와 함께 1973년 3월 24일에 면직되었다. 대법원판사로서 특별재판소 제2심판부 재판장으로 재직하던 1961년 4월 27일에 3.15 부정선거 당시 충주시 단월리 투표소 근처에서 공개투표에 항의하던 민주당원을 구타하여 부정선거 관련자 처벌법 위반 혐의로 구속기소된 민병천 자유당 충주시당 부선전부장에 대해 "공소사실은 사안이 경미할 뿐만 아니라 그 증거가 불충분하며, 농협 조합장을 10년간 역임한 공로를 참작한다"라며 무죄를 선고했다. 1972년 10월 2일에 있었던 신민당 지역구 위원장에 대한 반공법 위반 등 사건에서 "우리 정권을 북한이 비난하고 있다는 사실을 알면서 그와 비슷한 내용의 현정부의 결점을 발설했을 경우 이 사실만으로 북한활동에 동조하거나 이롭게 했다고 단정할 수 없다"라고 하여 징역1년 자격정지1년을 선고한 원심을 파기하고 서울형사지방법원으로 돌려보냈다.
대법원 판사에서 물러난 이후 변호사 활동을 하다가 1975년 2월 10일 간염으로 자택에서 사망했다.